# Виктор Гарбер
Виктор Џеј Гарбер (енгл. Victor Jay Garber; Лондон, 16. марта 1949.), канадско амерички је позоришни, филмски и ТВ глумац и певач.
Почео је да студира позориште у „Харт Хаус” на Универзитету у Торонту, са 16 година. Године 1967. основао је фолк бенд под називом „Шугар шоп” са три пријатеља. Уживали су умерено у успеху, избацили су неколико канадских топ 40 хитова и чак су наступили на „Ед Саливен шоу” пре него што су се разишли. Гарбер је најпознатији по улози Исуса у канадској продукцији „Гадспел” 1972, Џона Вилкса Бута у Сондхајмовом мјузиклу „Асасинс” из 1990., Џека Бристоуа у ТВ серији Алијас (2001-2006), за коју је зарадио три Номинације за Еми, дизајнер Титаника Томас Ендруз у блокбастеру Џејмса Камерона Титаник (1997), и канадски амбасадор у Ирану, Кен Тејлор у филму Арго (2012). Био је номинован за четири Тони награде, а отворио је церемонију доделе Тони награда 1994. године, године када је био номинован за Тонија за представу „Проклети Јенкији”. Не само да је Гарбер био један и једини гост на венчању колегинице из серије Алијас Џенифер Гарнер и Бена Афлека 2005. године, већ је и водио церемонију након што је научио како се то ради на интернету. Иако Гарбер свој приватни живот држи веома приватним, прилично је познато да је романтично везан за уметника и бившег модела Рајнера Андрезена, са којим живи тринаест година.